# تپه حیه ر
تپه حیه ر در شهرستان سلسله، بخش فیروزآباد، دهستان فیروزآباد، روستای شیخ‌آباد زنگیوند واقع شده و این اثر در تاریخ ۲۲ اسفند ۱۳۸۵ با شمارهٔ ثبت ۱۸۲۴۳ به‌عنوان یکی از آثار ملی ایران به ثبت رسیده است.